# Assinia affinis
Assinia affinis är en skalbaggsart som beskrevs av Teocchi och Henri L. Sudre 2002. Assinia affinis ingår i släktet Assinia och familjen långhorningar.
Artens utbredningsområde är Kenya. Inga underarter finns listade.